# Triuris hyalina
Triuris hyalina là một loài thực vật có hoa trong họ Triuridaceae. Loài này được Miers miêu tả khoa học đầu tiên năm 1841.